# Duke Nukem Forever
Duke Nukem Forever és un videojoc d'acció en primera persona en tres dimensions originàriament desenvolupat per l'empresa i distribuïdora de videojocs 3D Realms i més endavant per Gearbox Software. És especialment conegut pels seus continus endarreriments i els seus canvis en el motor gràfic del joc. És la seqüela dels anteriors videojocs Duke Nukem, Duke Nukem II i Duke Nukem 3D. Després de 14 anys en desenvolupament, el 8 de maig del 2009 3D Realms va anunciar que no continuaria amb l'elaboració de la següent entrega. El 3 de setembre de 2010, en l'exposició Penny Arcade es va donar a conèixer que Gearbox Software s'encarregaria de desenvolupar Duke Nukem Forever, i aquest seria publicat en 2011 per a Microsoft Windows. PlayStation3 i Xbox 360.

## Argument
D'ençà que Duke va salvar al món de la primera invasió alienígena 15 anys abans, s'ha dedicat a viure en el seu propi hotel i casino amb comoditat, luxes i dues bessones que l'idolatren. Els alienígenes reprenen la invasió i segresten a totes les dones atractives de la terra, incloent les bessones d'en Duke, per venjar-se de qui els va guanyar anys enrere i per fecundar-les, ampliant d'aquesta manera les files del seu exèrcit. En Duke és l'únic heroi de la terra capaç de salvar a la humanitat de la invasió alienígena i així recuperar la pau mundial.

### Fox News contra Duke Nukem
Després que la cadena de notícies Fox News critiqués el Bulletstorm com un dels videojocs més violents del mercat, la cadena va atacar al videojoc de Duke Nukem Forever. Concretament per una modalitat del multijugador anomenada “Capture the babe”, una variant del clàssic joc multijugador de capturar la bandera. En aquest cas, el jugador havia d'anar a la base de l'altre equip i robar una noia segrestada i portar-la a la seva base. Durant el trajecte la noia es posa nerviosa i comença a forcejar i per tal de calmar-la el jugador li dona una palmada a les natges. Aquest fet va arribar a la vicepresidenta del Women's Media Center que es va mostrar indignada pel contingut en considerar terriblement sexista i ofensiu, assegurant que podria ser perjudicial per a les dones, especialment les més joves.